# Friedrichshafen Landratsamt
Friedrichshafen Landratsamt – przystanek kolejowy w Friedrichshafen, w kraju związkowym Badenia-Wirtembergia, w Niemczech.
Przystanek zlokalizowano przy Schmidstrasse, przy sądzie.
| Friedrichshafen Landratsamt            |  |                                         |
| Linia Bodenseegürtelbahn               |  |                                         |
| Friedrichshafen-Manzellodległość: 2 km |  | Friedrichshafen Stadt odległość: 1,8 km |